# Daozhen
Daozhen är ett autonomt härad för gelao- och miaofolken som lyder under Zunyis stad på prefekturnivå i Guizhou-provinsen i sydvästra Kina.
1. ↑  http://www.geohive.com/cntry/CN-52_ext.aspx